# Monaeses parvati
Monaeses parvati är en spindelart som beskrevs av Benoy Krishna Tikader 1963. Monaeses parvati ingår i släktet Monaeses och familjen krabbspindlar. Inga underarter finns listade i Catalogue of Life.